# Мајске Пољане
Мајске Пољане су насељено мјесто на подручју града Глине, у Банији, Република Хрватска.

## Историја
Мајске Пољане су се од распада Југославије до августа 1995. године налазиле у Републици Српској Крајини. Многи Срби напустили су село током „Олује”. Након рата, у село се досељава одређен број Хрвата из западне Босне.
Већина кућа у селу и православна црква Вазнесења Господњег из 1820. године срушени су у јаком земљотресу 29. децембра 2020. Том приликом је страдало и пет мештана.

## Становништво
На попису становништва 1991. године, Мајске Пољане су имале 602 становника.
| Националност       | 1991. | 1981. | 1971. | 1961. |
| Срби               | 576   | 609   | 791   | 875   |
| Југословени        | 10    | 35    | 5     |       |
| Хрвати             | 6     | 8     | 8     | 4     |
| Муслимани          | 6     | 4     |       | 1     |
| остали и непознато | 4     | 2     | 2     | 3     |
| Укупно             | 602   | 658   | 806   | 883   |

| Демографија | Демографија | Демографија |
| Година      | Становника  | Становника  |
| ----------- | ----------- | ----------- |
| 1961.       | 883         |             |
| 1971.       | 806         |             |
| 1981.       | 658         |             |
| 1991.       | 602         |             |
| 2001.       | 325         |             |
| 2011.       |             | 196         |

## Попис 2011.
На попису становништва 2011. године, насељено место Мајске Пољане је имало 196 становника, следећег националног састава:
| Попис 2011.‍ | Попис 2011.‍ | Попис 2011.‍ | Попис 2011.‍ | Попис 2011.‍ |
| ----------- | ----------- | ----------- | ----------- | ----------- |
|             |             |             |             |             |
| Срби        | Срби        |             | 139         | 70,92%      |
| Хрвати      | Хрвати      |             | 53          | 27,04%      |
| остали      | остали      |             | 4           | 2,04%       |
| укупно: 196 |             |             |             |             |

## Презимена
| - Арбутина — Православци - Бакић — Православци - Бјелајац — Православци - Богданић — Православци - Грубић — Православци - Дабић — Православци - Добријевић — Православци - Дрезга — Православци - Дрљан — Православци - Ђаковић — Православци - Злонога — Православци - Јарић — Православци - Карапанџа — Православци - Колунџија — Православци - Куколеча — Православци | - Курепа — Православци - Лемић — Православци - Лончар — Православци - Масловара — Православци - Меанџија — Православци - Миличевић — Православци - Мрђеновић — Православци - Павлица —Православци - Пађен — Православци - Паламар — Православци - Паспаљ — Православци - Ребрача — Православци - Роксандић — Православци - Ћуповић — Православци - Чучиловић — Православци - Џакула — Православци |

## Знамените личности
- Симеон Роксандић, српски вајар
- Станко Бјелајац, генерал-пуковник Југословенске народне армије
- Ђуро Курепа, српски математичар
- Светозар Курепа, српски математичар
- Бранкица Меанџија, судија Привредног суда у Београду
- Милан Пађен, српски пјесник